# アムピトリーテー

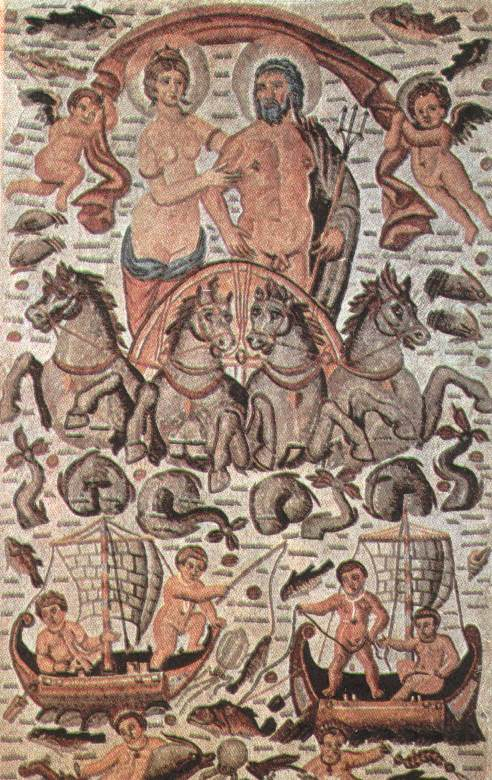
ネプトゥーヌスとアンピトリーテーのモザイク画。315年～325年頃。ルーブル美術館所蔵。

アムピトリーテー（古希: Ἀμφιτρίτη, Amphitrītē）は、ギリシア神話の海神ポセイドーンの妃で海の女王である。アンフィトリーテー、長母音を省略してアムピトリテ、アンピトリテ、アンフィトリテとも表記される。名前の意味は「大地を取り巻く第三のもの」、即ち海をあらわす。聖獣はイルカで、象徴は冠、ヴェール、王笏。
ローマ神話の海水の女神サラーキアと同一視される。

## 概要
アムピトリーテーは、ネーレウスがオーケアノスの娘ドーリスとの間にもうけた50人の娘ネーレーイデスの1人で、ポセイドーンとの間に、トリートーン、ロデー、ベンテシキューメーを生んだ。子供のうち、トリートーンは上半身が人間、下半身がイルカ（または魚）の姿をした海神である。ロデーは太陽神ヘーリオスの妻となった。ベンテシキューメーはエウモルポスを育てたといわれる。アムピトリーテーの三人の子供というのは、彼女自身の三面相を示すもので、トリートーンは幸運の新月、ロデーは刈入れのころの満月、ベンテシキューメーは危険な旧月を現している。

## 神話

### ホメーロスとヘーシオドス
アムピトリーテーは海の女性的化身である。ホメーロスの『オデュッセイア』によると、青黒い瞳をしており、大波を起こすとされ、海の巨大な怪魚や海獣を数知れず飼っているとされている。しかしホメーロスにおいては十分な擬人化が進んでおらず、単に海を指すと思われる個所もある。ヘーシオドスの『神統記』では、アムピトリーテーは同じネーレーイデスのキューモドケー、キューマトレーゲーとともに、荒れ狂う風を鎮めることができ、またポセイドーンとの間にトリートーンを生んだと詠われている。『ホメーロス風讃歌』の「アポローン讃歌」によると、レートーがデーロス島でアルテミスとアポローンを出産したとき、ディオーネー、レアー、テミスをはじめとする多くの女神たちとともに立ち会った。

### ポセイドーンとの結婚

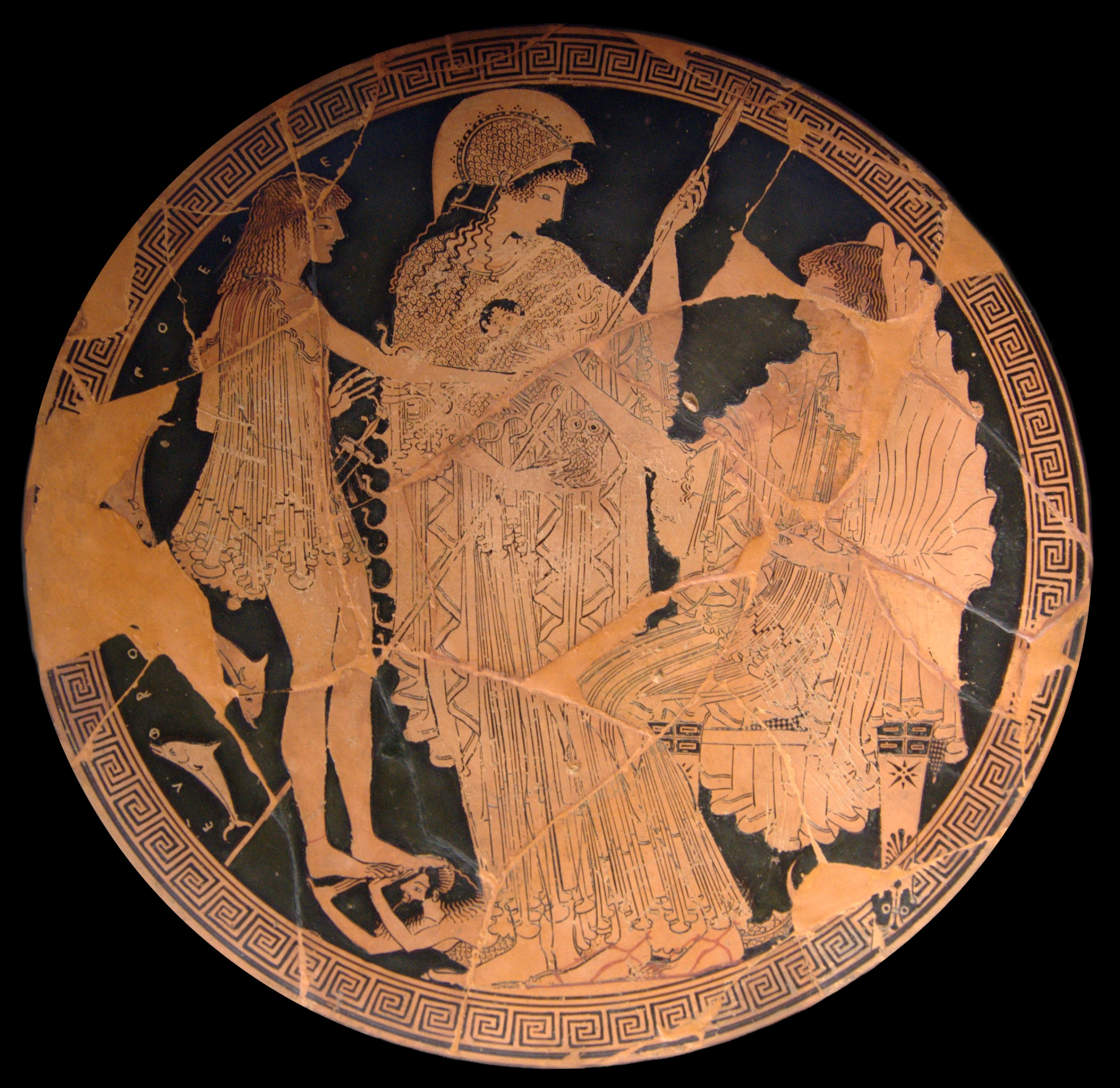
テーセウスに指輪と王冠を授けるアムピトリーテー。両者の間にアテーナーが描かれている。
前490～500年頃のキュリクス。陶工はエウフロニオス、画家はオネシモス。ルーブル美術館所蔵。

後世の神話ではアムピトリーテーとポセイドーンの結婚の物語が語られている。それによればアムピトリーテーは姉妹たちとともにナクソス島で踊っているときにポセイドーンによってさらわれた。あるいはポセイドーンの求婚に最初は抵抗したが、ポセイドーンからイルカをプレゼントされ、婚姻を承諾した。
エラトステネースによると、アムピトリーテーははじめポセイドーンを嫌って海の西端のアトラースのもとに逃げ、彼女の姉妹たちによって匿われた。ポセイドーンがイルカにアムピトリーテーを探させると、1頭のイルカが大西洋の島にアムピトリーテーがいるのを発見し、説得してポセイドーンのところに連れて行った。その結果ポセイドーンはアムピトリーテーと結婚することができ、この功績によってイルカは天に配置され、いるか座となった。
オッピアノスもエラトステネースとほぼ同じ神話を述べている。それによるとアムピトリーテーが隠れたのはオーケアノスの宮殿であった。そしてポセイドーンはイルカから隠れ場所を教わると、すぐさま拒絶するアムピトリーテーを奪い、結婚したという。
ポセイドーンはもともと大地の神だったが、アムピトリーテーとの結婚によって海も司るようになったともいわれる。アムピトリーテーは、気のおけない妻で、夫の度々の不実を辛抱強く我慢した。

### テーセウス伝説
アムピトリーテーはテーセウス伝説にも登場する。アテーナイの英雄テーセウスがミーノータウロスの生贄としてクレーテー島に連れてこられたとき、ミーノース王は彼がポセイドーンの子であることを信じなかった。ミーノースは自分の指輪をはずして海に投げ入れ、本当にポセイドーンの子ならば指輪を取ってくることができるだろう、と言った。そこでテーセウスが海に潜ると、イルカが彼をポセイドーンの王宮に運んだ。やって来たテーセウスに、アムピトリーテーはミーノースの指輪と、真紅の外套、花冠を授けた。

## ギャラリー

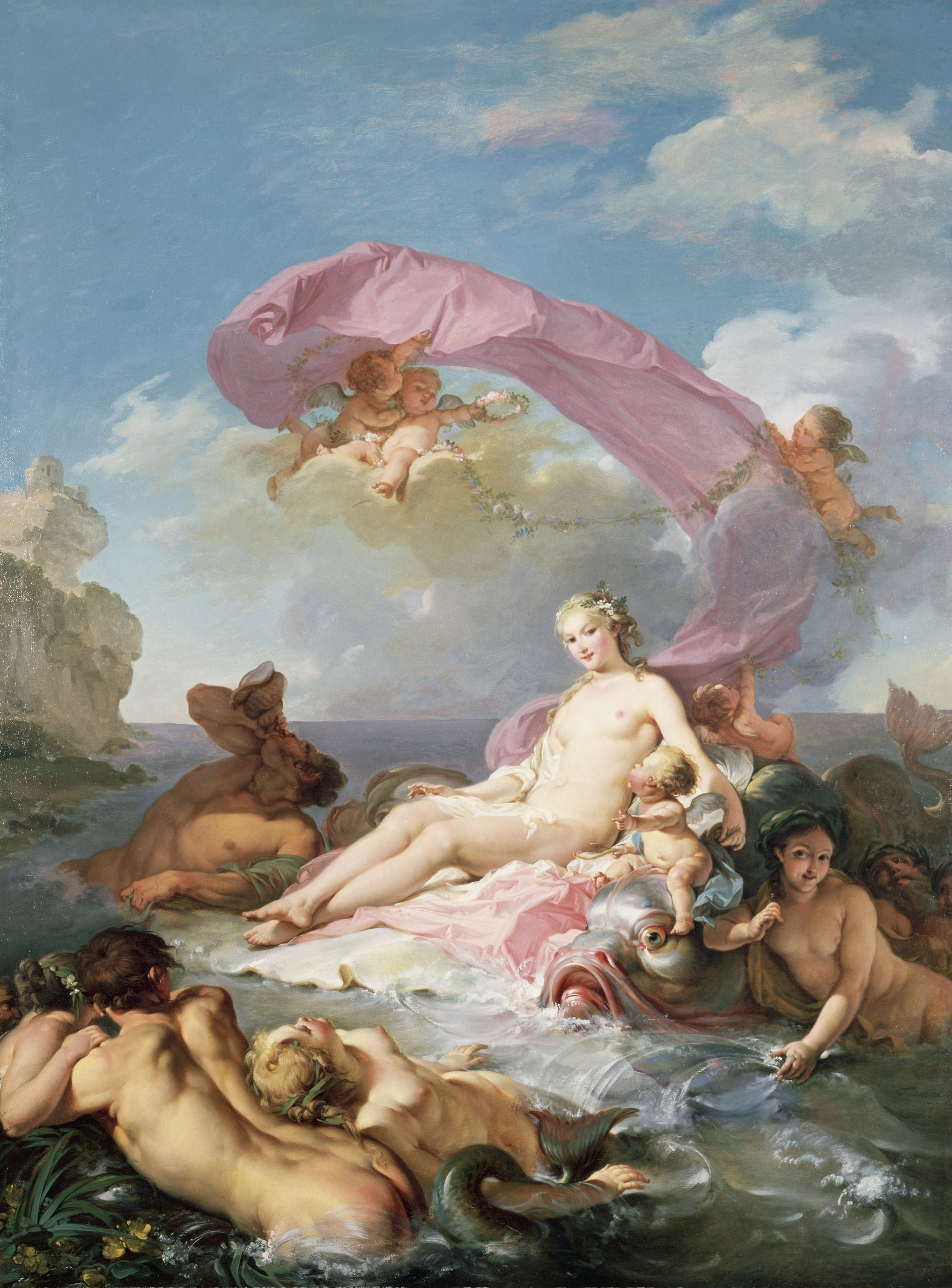
ジャン＝ユーグ・タラヴァルの1780年の絵画『アンフィトリテの勝利』。マサチューセッツ州、アマースト、ミード美術館所蔵。

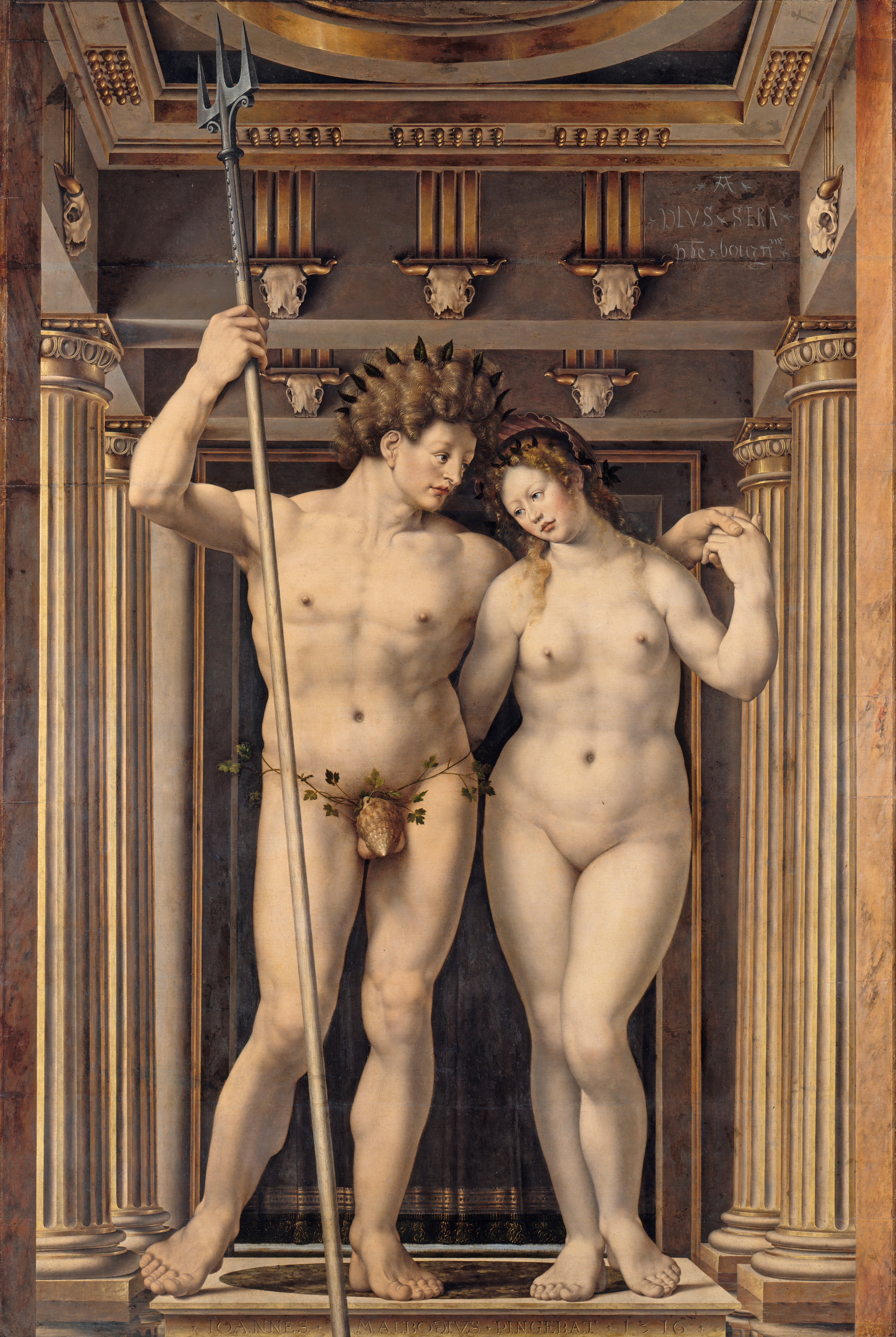
ヤン・ホッサールト『ネプチューンとアンフィトリテ』（1516年）絵画館所蔵
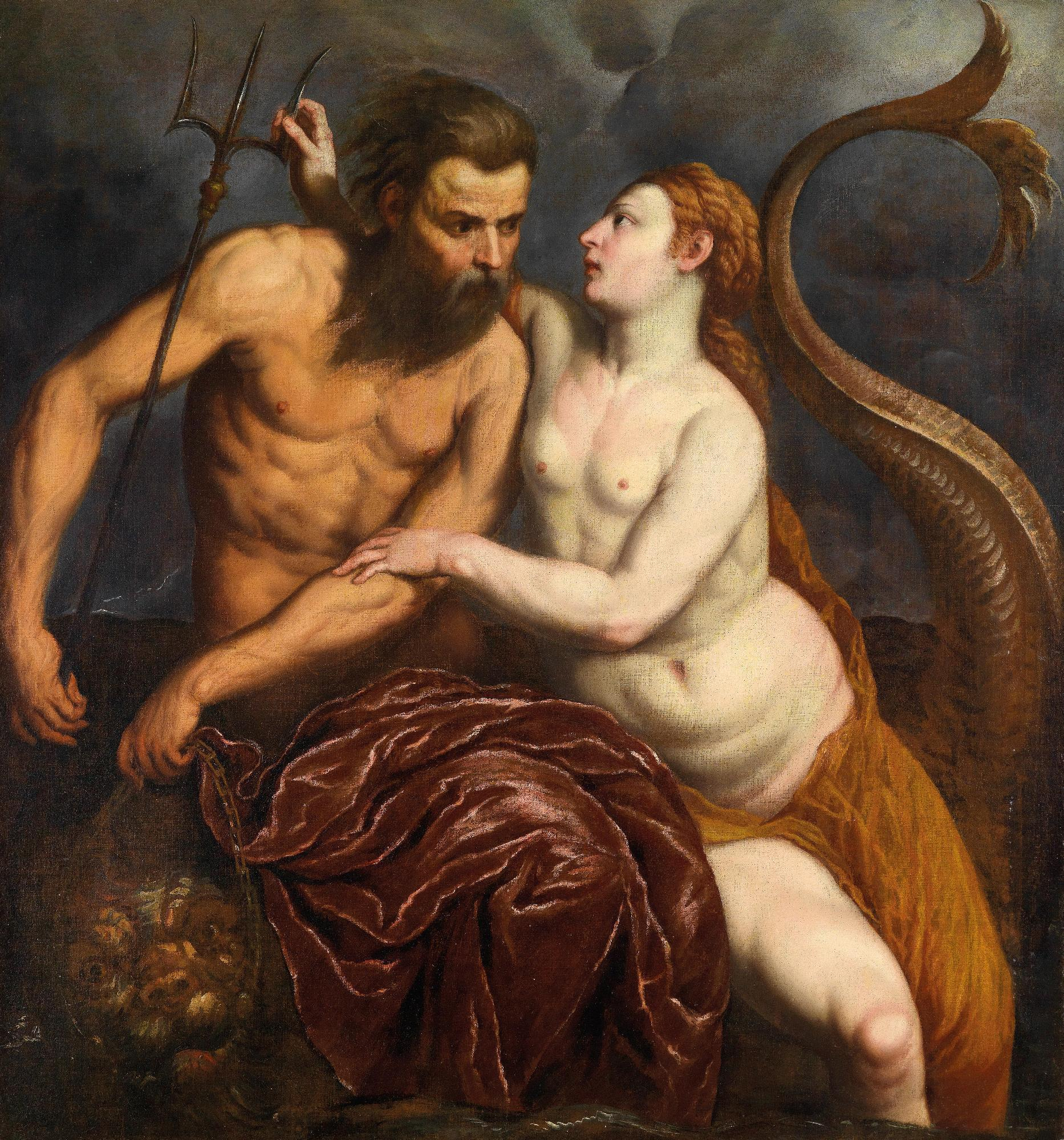
パリス・ボルドーネ『ネプチューンとアンフィトリテ』（1560年頃）個人蔵
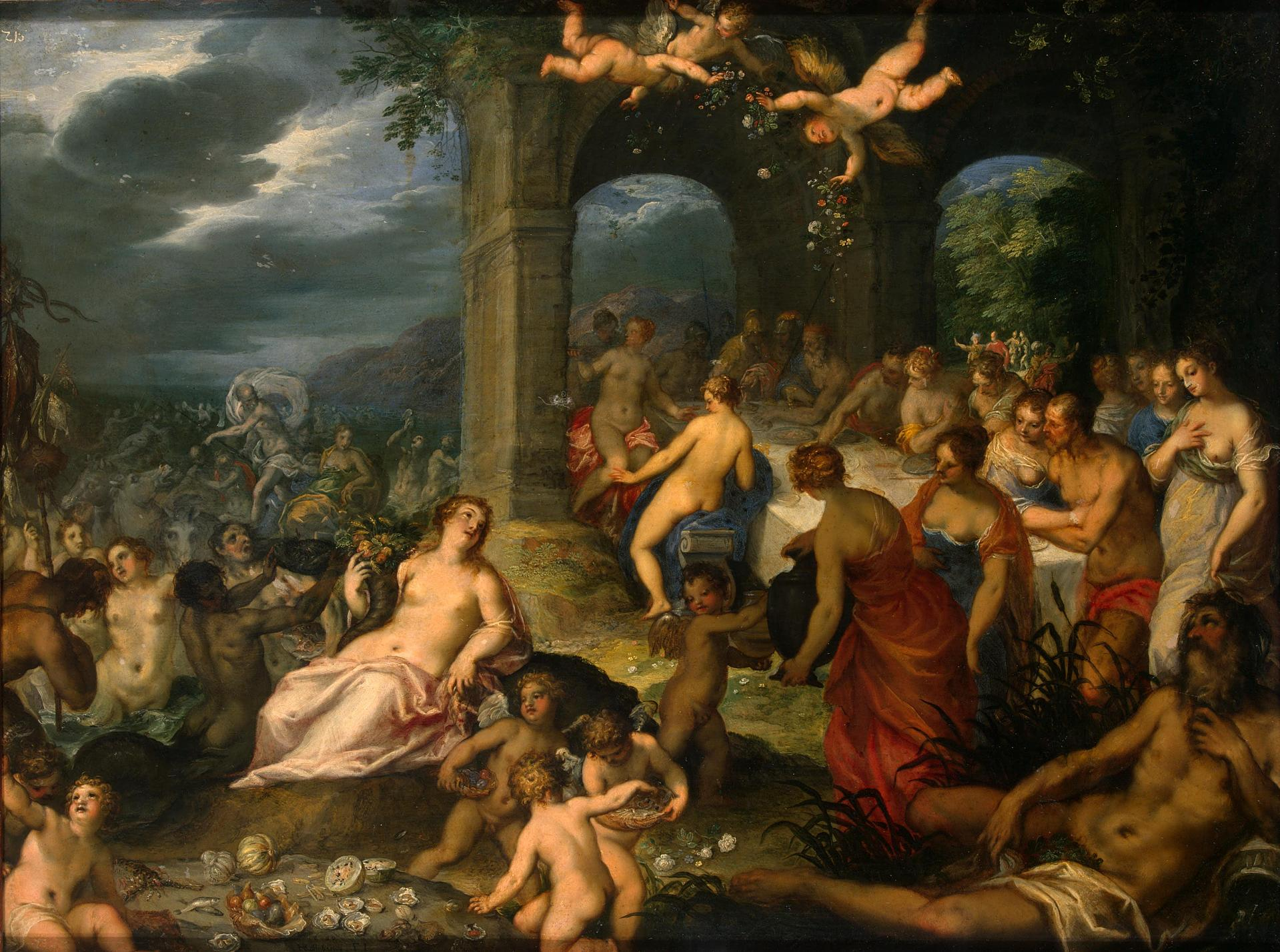
ハンス・ロッテンハンマー『ネプチューンとアンフィトリテ』（1600年頃）エルミタージュ美術館所蔵
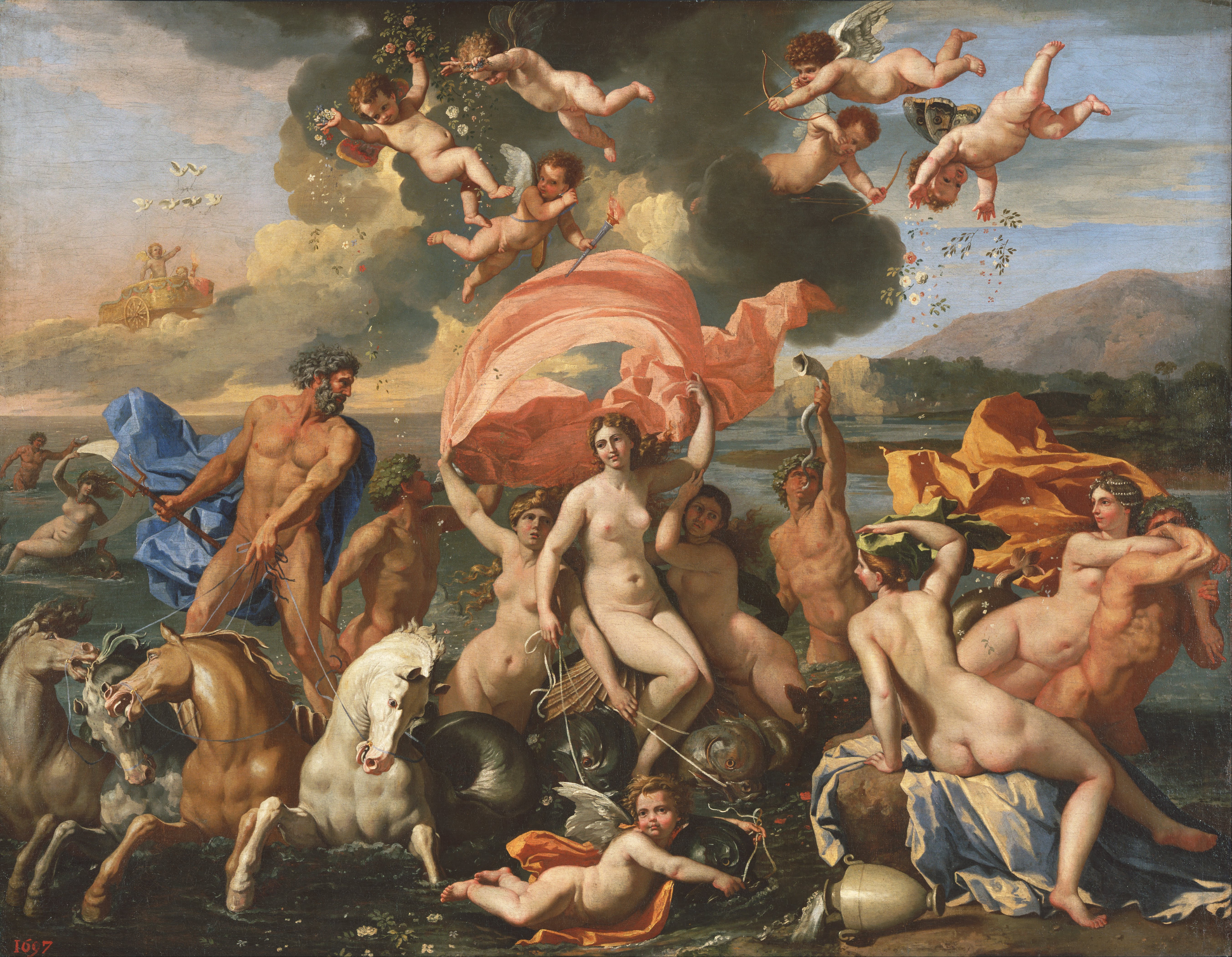
ニコラ・プッサン『ネプチューンとアンフィトリテの勝利』（1635-1636年）フィラデルフィア美術館所蔵
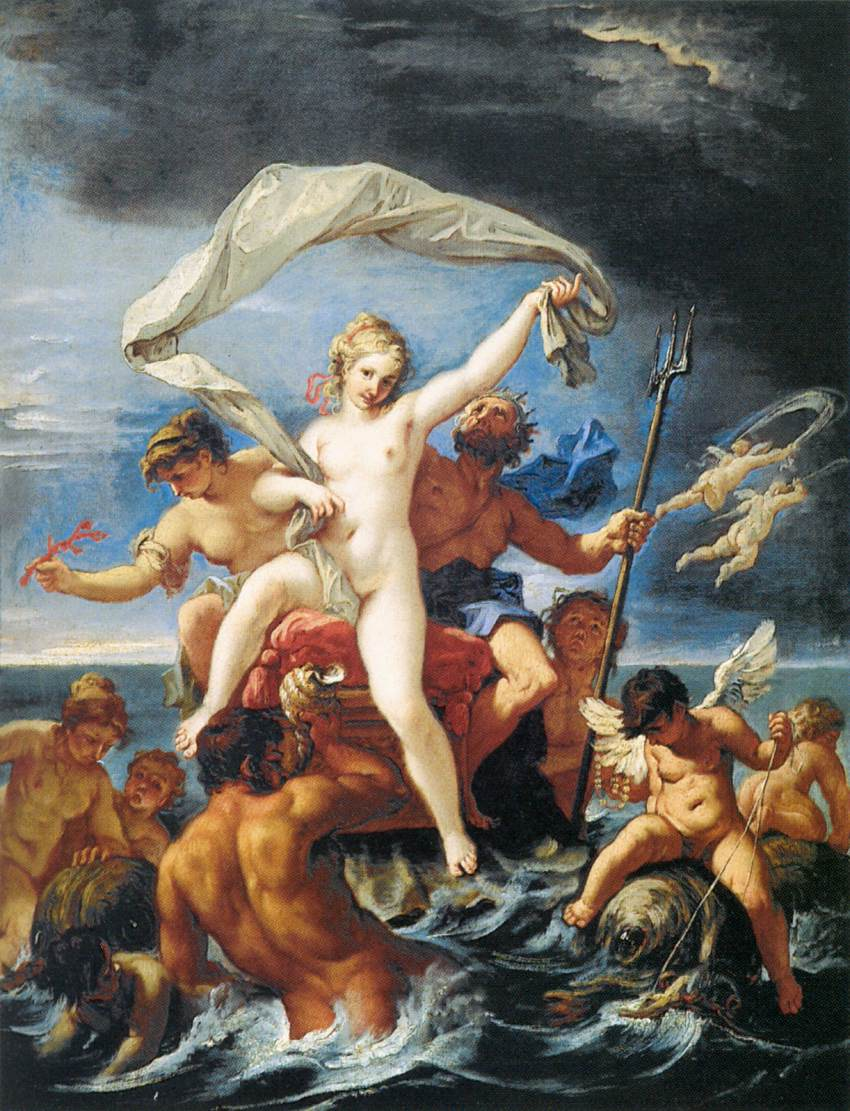
セバスティアーノ・リッチ『ネプチューンとアンフィトリテ』（1691年-1694年頃）ティッセン＝ボルネミッサ美術館所蔵
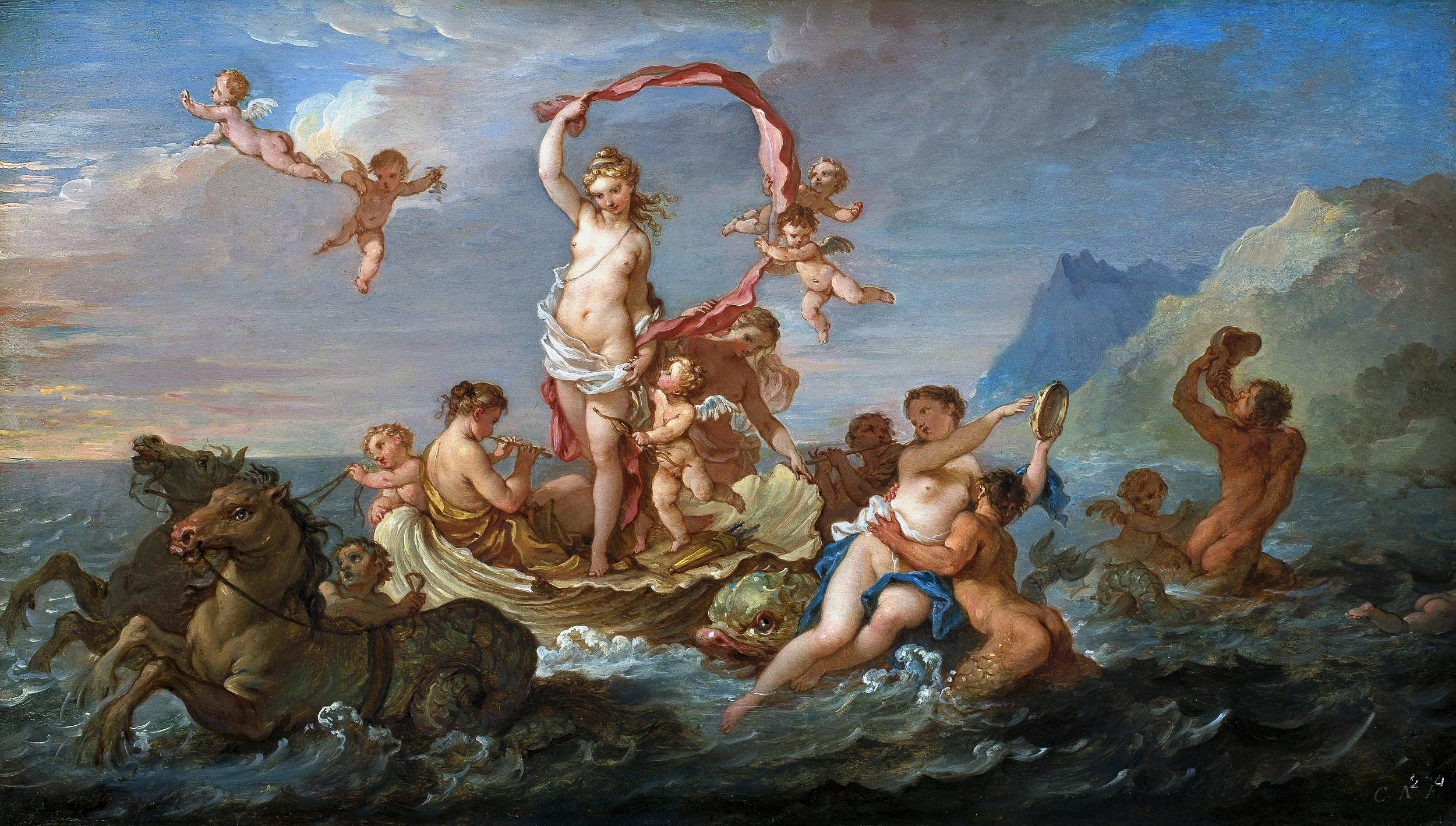
シャルル＝ジョセフ・ナトワール『アンフィトリテの勝利』（1730年） ワルシャワ国立美術館所蔵